# پراکتیسیسم
پراکتیسیسم(به انگلیسی: practicism)، (به فرانسوی: Practicisme)، (به آلمانی: praktizismus)؛ گرایشی است که جنبه عملی فعالیت تولیدی و اجتماعی ـ تاریخی انسان‌ها را مطلق می‌کند و ضمنا به جنبه نظری (تئوریکی) آن کم بها می‌دهد.

## تعریف
پراکتیسیسم عبارت است از درک یکجانبه رابطهٔ تئوری و پراتیک. در واقع مطلق کردن پراتیک در دیالکتیک پراتیک و تئوری، و هیچ انگاشتن تئوری. پراکتیسیسم فقط نتایج بی‌واسطه کردوکار عملی انسان‌ها را در نظر می‌گیرد، استقلال نسبی تئوری را نادیده می‌گیرد و ارزش گران‌بهای تئوری را در پیش‌بینی عواقب کردوکار عملی و نقش راهنمای آن را برای پراتیک بفراموشی می‌سپارد. پراکتیسیسم گسترش تئوری را به «لزوم عملی بی‌واسطه آن» وابسته و موکول می‌سازد. رابطه منفی پراکتی‌سیسم نسبت به تئوری، باعث وابستگی آن به مولفه‌های گذرا، موقتی و تصادفی می‌شود. در واقع پراکتیسیسم از درک دورنمای عام توسعه عاجز می‌ماند.
انقلاب های بزرگ در طول تاریخ به نوعی رادیکال ، تبدیل نظریه به پراکسیس است . نظریه ها زمانی که پراکسیس شوند به عمل و کنشی اجتماعی بدل شده و در صورت های رادیکال ممکن است حتی به وقوع رفورم های مدنی و سیاسی نیز بینجامد . برای مثال : منیفست کارل مارکس و انگلس به نوعی دعوت از قشر کارگر برای تبدیل نظریه ی سوسیالیستی به یک کنش اجتماعی همه گیر یا همان پراکسیس بود .